# Wewahitchka
Wewahitchka és una població dels Estats Units a l'estat de Florida. Segons el cens del 2000 tenia 1.722 habitants.

## Demografia
Segons el cens del 2000, Wewahitchka tenia 1.722 habitants, 696 habitatges, i 483 famílies. La densitat de població era de 107,1 habitants/km².
Dels 696 habitatges en un 29,2% hi vivien nens de menys de 18 anys, en un 49,4% hi vivien parelles casades, en un 15,4% dones solteres, i en un 30,6% no eren unitats familiars. En el 28,6% dels habitatges hi vivien persones soles el 13,9% de les quals corresponia a persones de 65 anys o més que vivien soles. El nombre mitjà de persones vivint en cada habitatge era de 2,47 i el nombre mitjà de persones que vivien en cada família era de 3,01.
Per edats la població es repartia de la següent manera: un 26,8% tenia menys de 18 anys, un 7,4% entre 18 i 24, un 24% entre 25 i 44, un 25% de 45 a 60 i un 16,8% 65 anys o més.
L'edat mediana era de 39 anys. Per cada 100 dones de 18 o més anys hi havia 85,7 homes.
La renda mediana per habitatge era de 25.755 $ i la renda mediana per família de 32.935 $. Els homes tenien una renda mediana de 26.023 $ mentre que les dones 19.886 $. La renda per capita de la població era de 13.731 $. Entorn del 16,6% de les famílies i el 19,2% de la població estaven per davall del llindar de pobresa.

## Poblacions més properes
El següent diagrama mostra les poblacions més properes.